# Guillermo de Bergadá

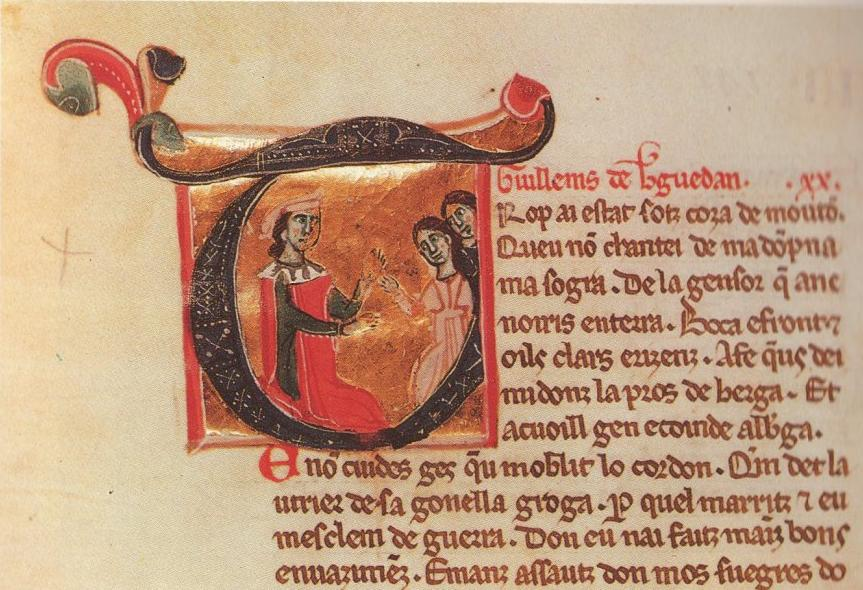

Guillermo o Guillén de Bergadá, en catalán: Guillem de Berguedà, en occitano: Guilhem de Berguedan, (1138 - 1196) fue un trovador catalán. Aparte de la información que nos ofrece la vida de Guillermo de Bergadá que se encuentra en los Cancioneros, lo que podemos conocer sobre el trovador nos llega a través de documentos de la época y de sus propias composiciones.

## Biografía
El vizcondado de Bergadá dependía del condado de Cerdaña y las primeras noticias que se tienen de los vizcondes son del siglo X. En el año 1131 aparece documentado Guillermo de Bergadá, padre del trovador, con motivo de rendir homenaje a Huguet de Mataplana, del cual tenía un feudo, y en 1138 aparece la primera mención del trovador, cuando se ve su firma infantil junto a la de su padre en un documento oficial. Escritos posteriores indican que tenía tres hermanos más pequeños: Ramón, Berenguer y Bernardo. Posiblemente la infancia y juventud de Guillermo de Bergadá transcurrió como la de otros personajes de aquella época: un tiempo de formación tanto en el aspecto físico como cultural en una Cataluña que estaba todavía en proceso de formación, con estrecho contacto con los territorios occitanos, y en que las disputas internas que se iban alternando con las guerras con los sarracenos eran el marco de fondo. 
Algunos sirventeses nos dan noticia de su encarcelamiento por varios delitos antes de 1175, pero esta fecha es la que marca de forma clara su vida posterior. El 3 de marzo de este año mató a traición, es decir, de forma no honorable, a Ramon Folc, vizconde de Cardona, personaje que debía odiar profundamente al trovador, ya que éste le había insultado y humillado en varios sirventeses, y contra el que debía haber utilizado el gran poder que tenía en Cataluña y en la corte del rey Alfonso I, sin otros resultados que hacer aún más virulentos los ataques del trovador y llevarlo finalmente a la muerte. Las consecuencias del asesinato fueron inmediatas, Guillem Ferrer tuvo que esconderse y huir, finalmente, de Cataluña y, además, fue desposeído del título de vizconde que le correspondía como hijo mayor, aunque heredó las posesiones familiares, de las cuales nunca pudo disfrutar con tranquilidad. Durante siete años no se encuentran referencias del trovador, aunque podemos imaginar su vida de fugitivo, sin amigos que la ayudaran, por temor a las represalias que podían sufrir y quizás también debido, si realmente es verdad lo que indica la Vida del Cancionero, a la costumbre de Bergadá de no respetar esposas, hijas y hermanas, parece que sólo hizo excepción con Arnau de Castellbò, con quien Bergadá mantuvo una relación constante, y a quien ayudó y defendió en varias ocasiones. Sin embargo, parece que el trovador podía haber reunido en esta época un pequeño grupo de hombres que actuaban fuera de la ley por el territorio catalán. También es de esta época el peregrinaje que hizo a Santiago de Compostela.
Durante la década de los 80 se vuelve a encontrar documentación sobre el trovador. Así en el testamento de su padre, el 1183, consta como heredero de los castillos de Madrona (conocido como Castillo Berguedá), Casserres, Puig-reig, Espinalbet y Montmajor y el feudo que tenía por Hugo de Mataplana. A través de algunos sirventeses del gran trovador provenzal Bertran de Born, que era buen amigo suyo, conocemos la enemistad que tuvo con el rey Alfonso I, aunque el año 1185 y siguientes parece que había hecho las paces con el monarca, ya que consta en varias ocasiones en su cortejo, como en la entrevista que el monarca celebró el 14 de abril de 1185 al castillo de Najac de Roergue con el rey y también trovador Ricardo I Corazón de León, en aquel momento duque de Aquitania y conde de Poitiers y más tarde rey de Inglaterra (1189), para reforzar su alianza contra el conde de Tolosa. Del 1187 se conserva el testamento original de Guillermo de Bergadá, en el que deja el castillo de Puig-reig y el lugar de Fenollet en la Orden del Temple, mientras que el resto de posesiones, excepto algunos bienes menores que tendrán que ir a la Orden del Hospital, pasarán a su hermano Berenguer, que deberá dar una cuarta parte a Bernat. Todo lo retendrán los frailes del Temple hasta que sean pagadas las deudas que el testador había contraído. El testamento nos indica, como ya hemos insinuado, el poder feudal y económico del trovador: cinco castillos con caballeros y vasallos y las tierras correspondientes, varios lugares y masías en el Alto y Bajo Bergadá, feudos en la Cerdaña, y derechos a Caldes y Sentmenat del Vallés. El documento también nos permite deducir que no se había casado y que no tuvo descendencia directa reconocida.
Después de firmado el testamento desaparece de la mesnada y lo volvemos a ver enemistado con el rey Alfonso I, a quien satiriza en un sirventés. El 1190,  de Bergadá ofendido con el rey y odiado por el arzobispo de Tarragona, anuncia en un sirventés dirigido a su amigo Arnau de Castellbò que se dirige a la corte de Alfonso VIII de Castilla, en ese momento aliado al rey de Navarra contra Alfonso de Aragón.
Los últimos años de vida del trovador se caracterizan por su intervención en las luchas feudales en territorio catalán, principalmente en las que tuvieron el vizconde Arnau de Castellbò y Ponç de Cabrera contra el rey y el obispo y el conde de Urgel. En el año 1195, su amigo Bertran de Born, que como él había luchado y provocado muchas discordias, manifestó en un poema su arrepentimiento por la vida que había llevado y pedía a Bergadá que reflexionara sobre el pasado y siguiera su ejemplo. Poco caso de estos versos hizo el trovador, que continuó con sus disputas, aún más solo y más perseguido que en otros tiempos, pero al mismo tiempo más amenazador que nunca. Y tan violentamente como vivió, murió, asesinado por un soldado que seguramente cumplía las órdenes de alguno de sus enemigos. La muerte ocurrió entre 1195 y 1196.

## Miscelánea
En 1984 la compañía ACE Soft (con la colaboración de la Generalidad de Cataluña) publicó una aventura conversacional basada en las aventuras de Guilhem de Bergadá para ZX Spectrum y Amstrad CPC. Destacar que se trata del único videojuego de Specturm editado en catalán.